# Печенежская лесная дача
Печенежская лесная дача (укр. Печенізька лісова дача) — ландшафтный заказник местного значения площадью 5 292,0 га, образованный в 1984 году на территории Печенежского района Харьковской области Украины.
В рамках заказника охраняется типичный ландшафт лесостепной зоны: возвышенные равнины с мощным антропогеновым покровом.
Ответственным за природоохрану заказника является Чугуево-Бабчанский гослесхоз (укр. Чугуєво-Бабчанський ДЛГ)..

## География
Ландшафтный заказник «Печенежская лесная дача» расположен на участка 1-88 Печенежского лесничества в Печенежском районе Харьковской области Украины.
Географические координаты заказника: 49° 55' 52" с. ш. 36° 52' 34" в. д.

## Биосфера

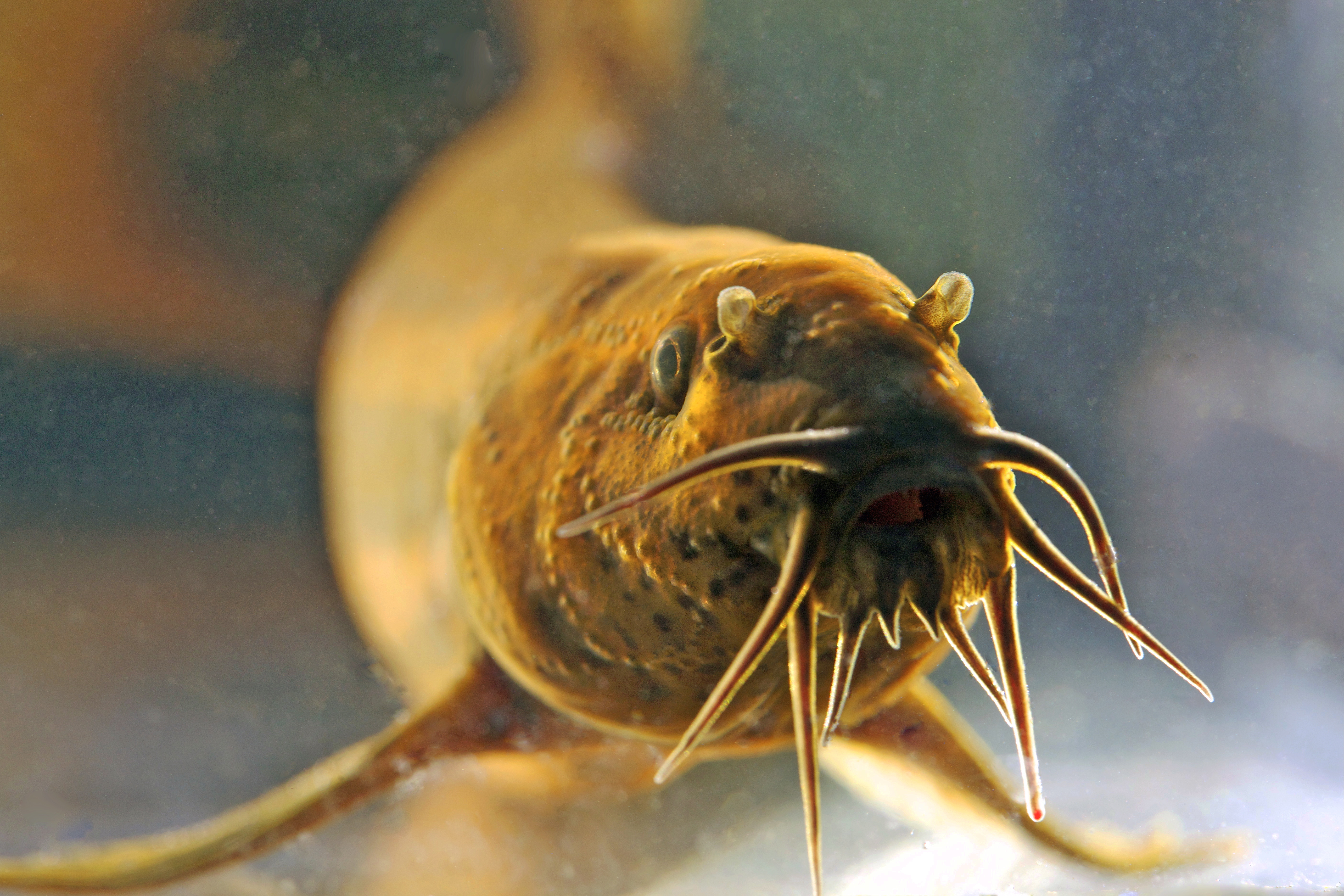
Обыкновенный вьюн

На территории заказника сохраняется фрагмент ландшафта — нагорная дубрава, которая содержит участки дубовых лесов.
Некоторые виды, обитающие в «Печенежской лесной дачи», включены в совместную программу Европейского Союза и Совета Европы «Изумрудная сеть природоохранных участков» (англ. EU/CoE Joint Programme «Emerald Network of Nature Protection sites»).
К охраняемых в рамках «Изумрудной сети» видам, обитающим на территории «Печенежской лесной дачи» относятся:
| - Птицы: сизоворонка, желна, полевой конёк, ястребиная славка, обыкновенный жулан, чернолобый сорокопут, сирийский дятел. - Рыбы: жерех, обыкновенная щиповка, обыкновенный подкаменщик, пескарь вида Gobio albipinnatus, обыкновенный вьюн, обыкновенный горчак. - Млекопитающие:выдра. - Земноводные: гребенчатый тритон, краснобрюхая жерлянка. - Беспозвоночные: медведица четырёхточечная, червонец непарный, стрекозы вида Leucorrhinia pectoralis, усач большой дубовый, жук-олень. |

## Экология
В апреле 2013 года Харьковский областной совет одобрил санитарную вырубку в пяти лесхозах, в число которых попала «Печенежская лесная дача».
Этот шаг привлёк к заказнику пристальное внимание экологов, в результате которого они указали на ряд фактов, способные, по их мнению, свидетельствовать о нарушении природоохранного режима территории.